# Kefferhausen
Kefferhausen é uma vila e antigo município da Alemanha localizado no distrito de Eichsfeld, estado da Turíngia. Pertencia ao verwaltungsgemeinschaft de Dingelstädt.

## Demografia
Evolução da população (em 31 de dezembro):
| - 1994 - 824 - 1995 - 823 - 1996 - 813 - 1997 - 822 | - 1998 - 833 - 1999 - 820 - 2000 - 817 - 2001 - 816 | - 2002 - 802 - 2003 - 803 - 2004 - 805 |

Fonte: Datenquelle - Thüringer Landesamt für Statistik